# Барський історичний музей
Барський історичний музей (скор. КЗ БРІМ) — музей історії Барського району Вінницької області. Заснований в 1985 році. Комунальний заклад Барської районної ради. Розташований у центрі міста Бар на майдані Святого Миколая, 18, на другому поверсі будівлі кінотеатру.

## Історія
Музей було відкрито 8 травня 1985 і він носиі назву «Музей революційної, бойової і трудової слави».

## Експозиція музею
Музей налічує близько дев'яти тисяч експонатів. Серед них:
- Глиняне горнятко світло-коричневого кольору, єдина робота майстра барського гончарства Павла Самоловича (XIX — початок ХХ століття);
- Піаніно німецького виробництва початку ХІХ століття. Родове піаніно подароване музею директоркою Польського дому Маргаритою Медведєвою.
- Металева обкладинка до молитовника ХІХ століття, зроблена в стилі чеканка.
- Вишита жіноча святкова сорочка 1905 року. Вишита технікою хрестик.
- Скульптурна композиція «Пастух з вівцями», робота аматора образотворчого мистецтва та заслуженої майстрині народної творчості УРСР Віри Бичкової.
- Кулемет станковий «Максим» початку ХХ століття. Час і місце побутування 10-40-ві роки ХХ ст. на території російської імперії.[5]

## Галерея

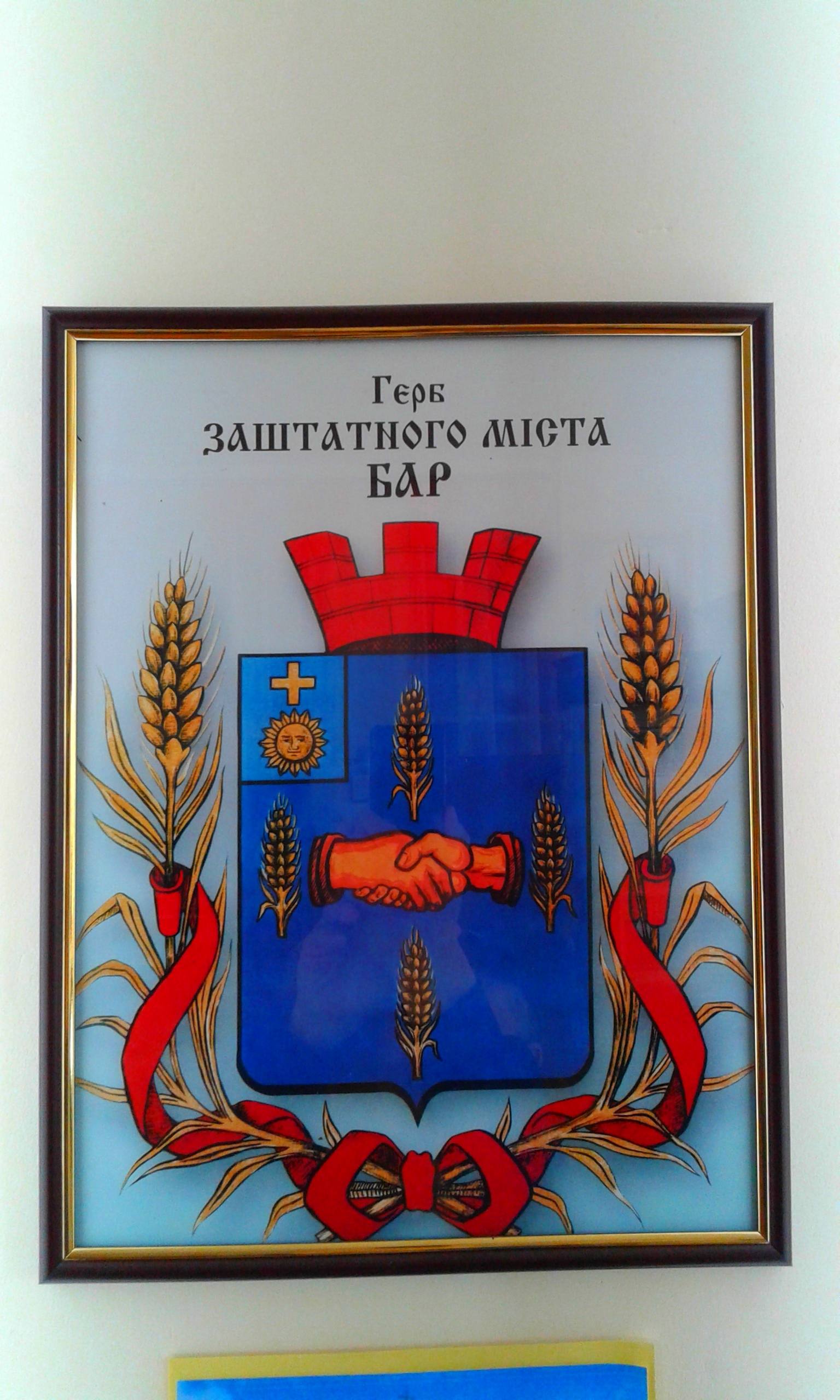
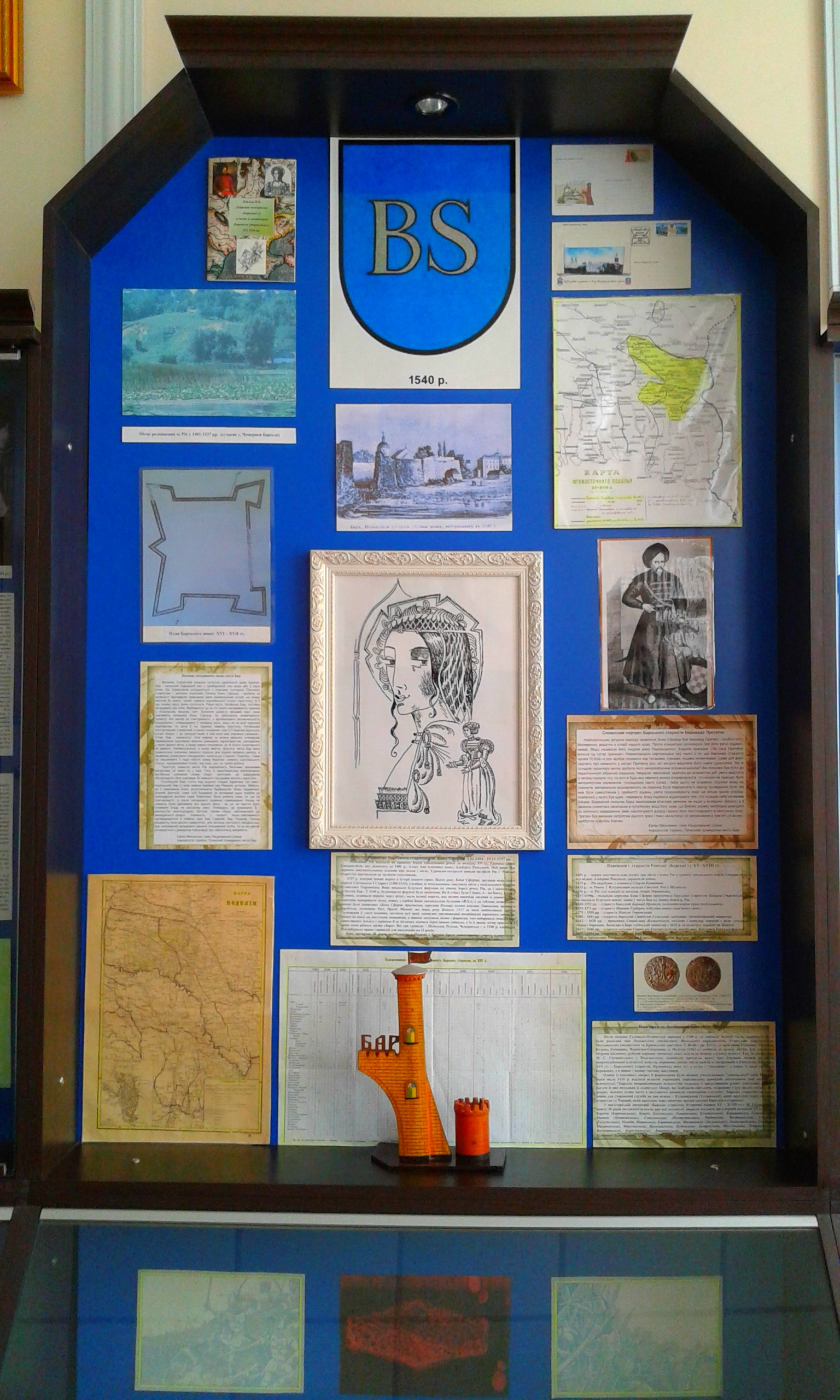
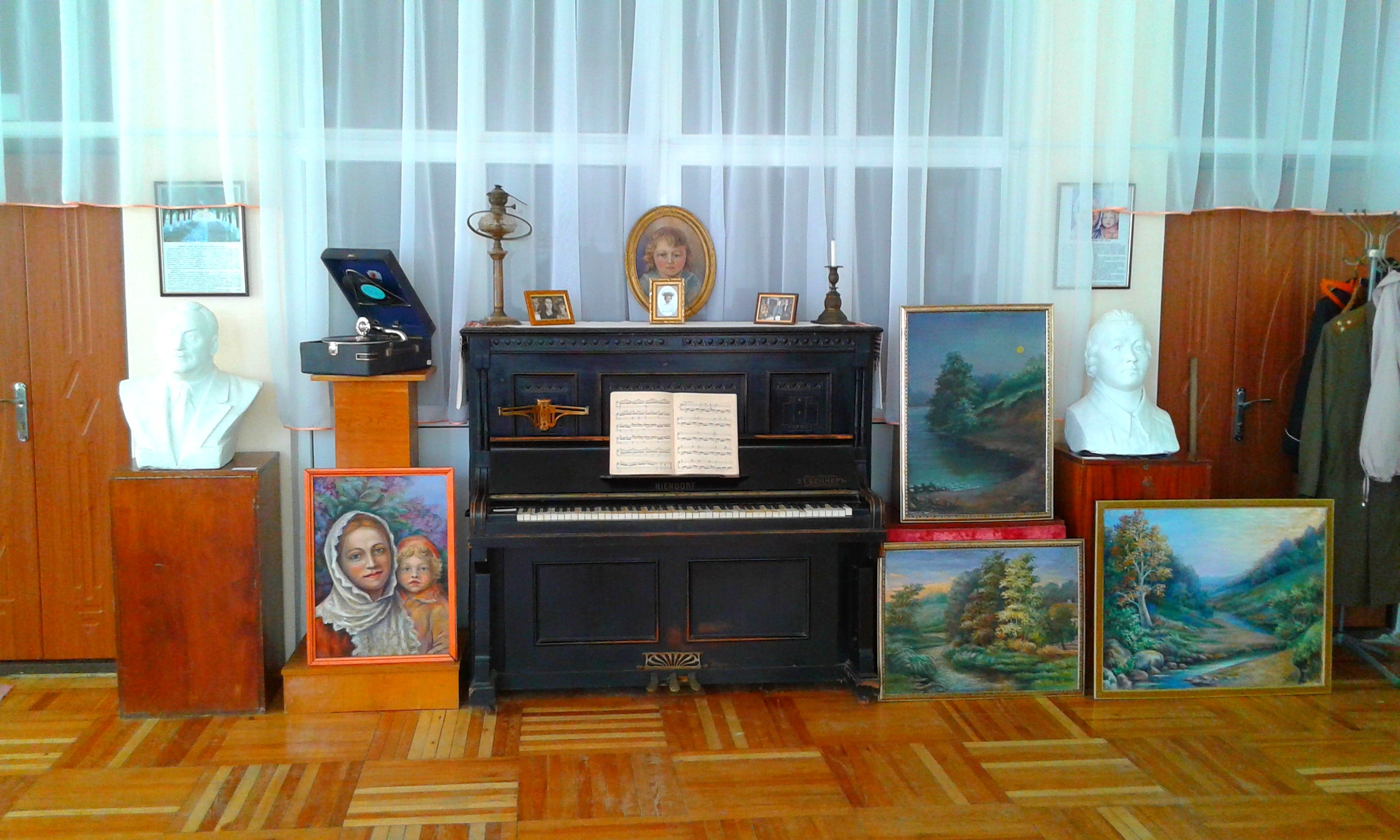
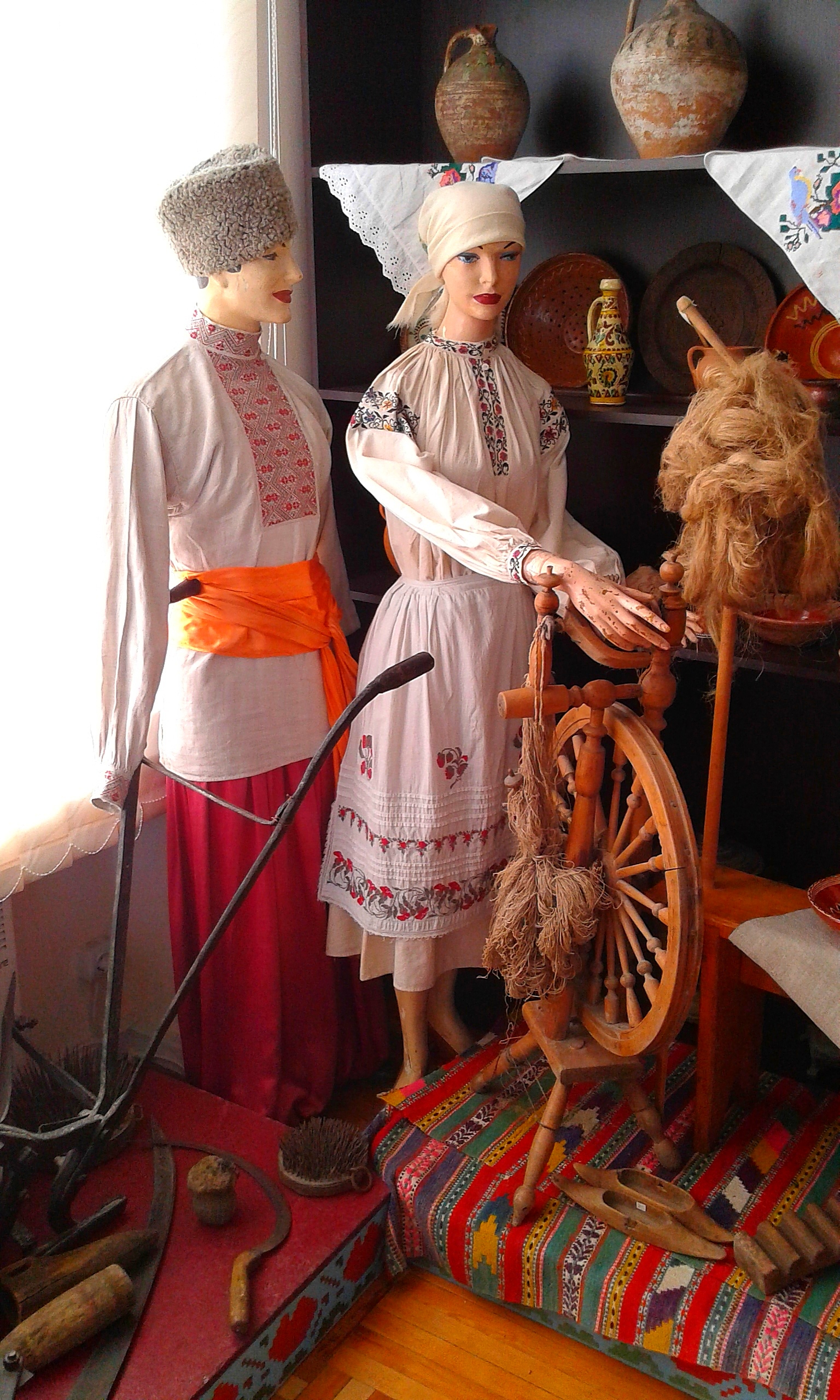

## Директор
- Гаєвська Наталія Анатоліївна[6]
- Коваль Наталія Олександрівна